# Port lotniczy Albany
Port lotniczy Albany (IATA: ALB, ICAO: KALB) – port lotniczy położony w Colonie, niedaleko Albany, w stanie Nowy Jork, w Stanach Zjednoczonych.

## Linie lotnicze i połączenia
- Air Canada Express obsługiwane przez Air Georgian (Toronto-Pearson)
- Cape Air (Boston, Massena, Ogdensburg)
- Delta Air Lines (Atlanta)
- Delta Connection obsługiwane przez Pinnacle Airlines (Atlanta, Detroit, Minneapolis/St. Paul)
- Delta Connection obsługiwane przez SkyWest Airlines (Detroit)
- Southwest Airlines (Baltimore, Chicago-Midway, Fort Lauderdale, Las Vegas, Orlando, Tampa)
- United Airlines (Chicago-O'Hare)
- United Express obsługiwane przez CommutAir (Newark)
- United Express obsługiwane przez Expressjet Airlines (Chicago-O'Hare, Cleveland, Newark, Washington-Dulles)
- United Express obsługiwane przez GoJet Airlines (Chicago-O'Hare)
- US Airways (Charlotte)
- US Airways Express obsługiwane przez Air Wisconsin (Filadelfia, Waszyngton-Narodowy)
- US Airways Express obsługiwane przez Piedmont Airlines (Filadelfia)
- US Airways Express obsługiwane przez Republic Airlines (Charlotte, Filadelfia, Waszyngton-Narodowy)